# IMI (Waschmittel)

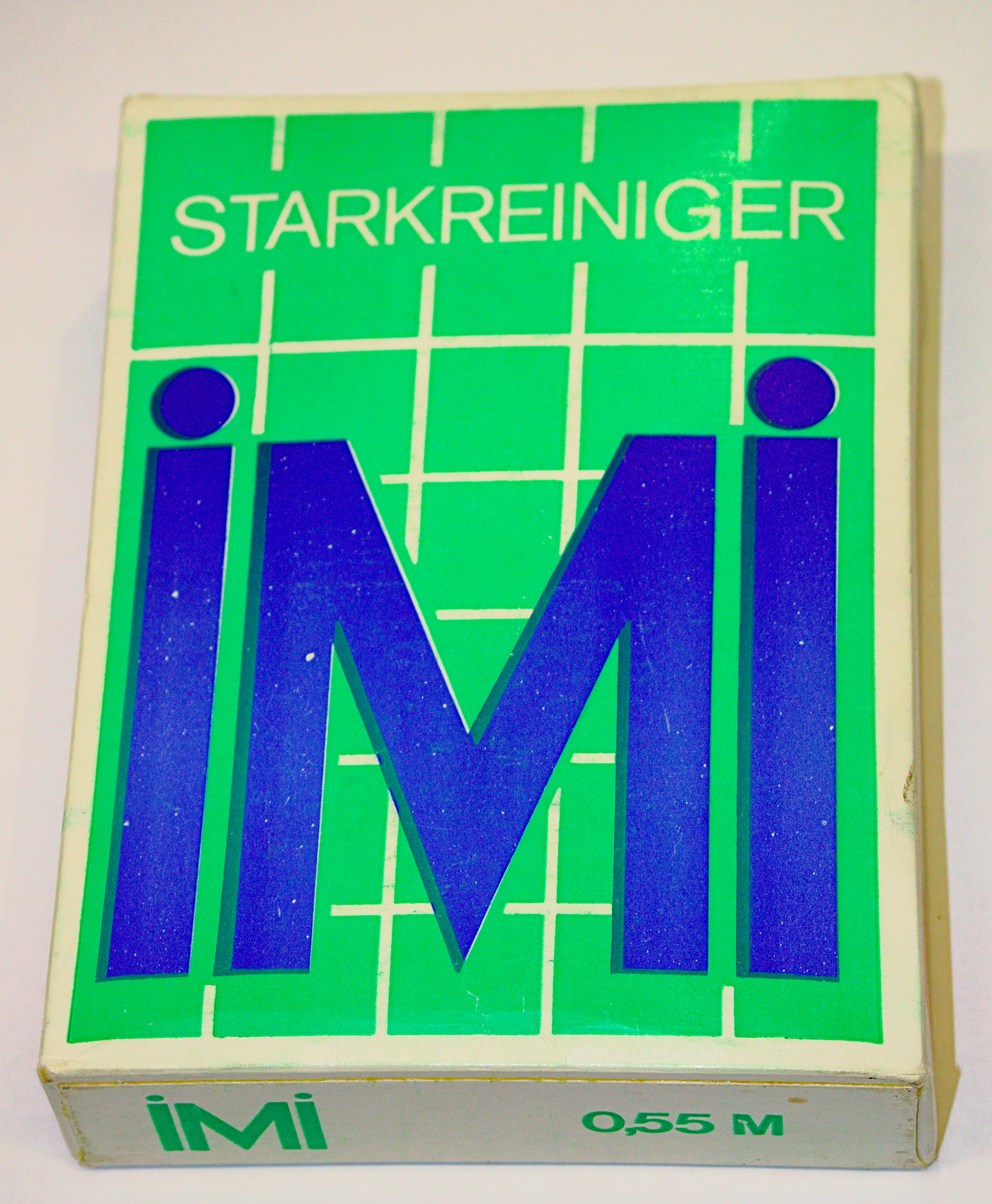
IMI vom VEB Waschmittelwerk Genthin

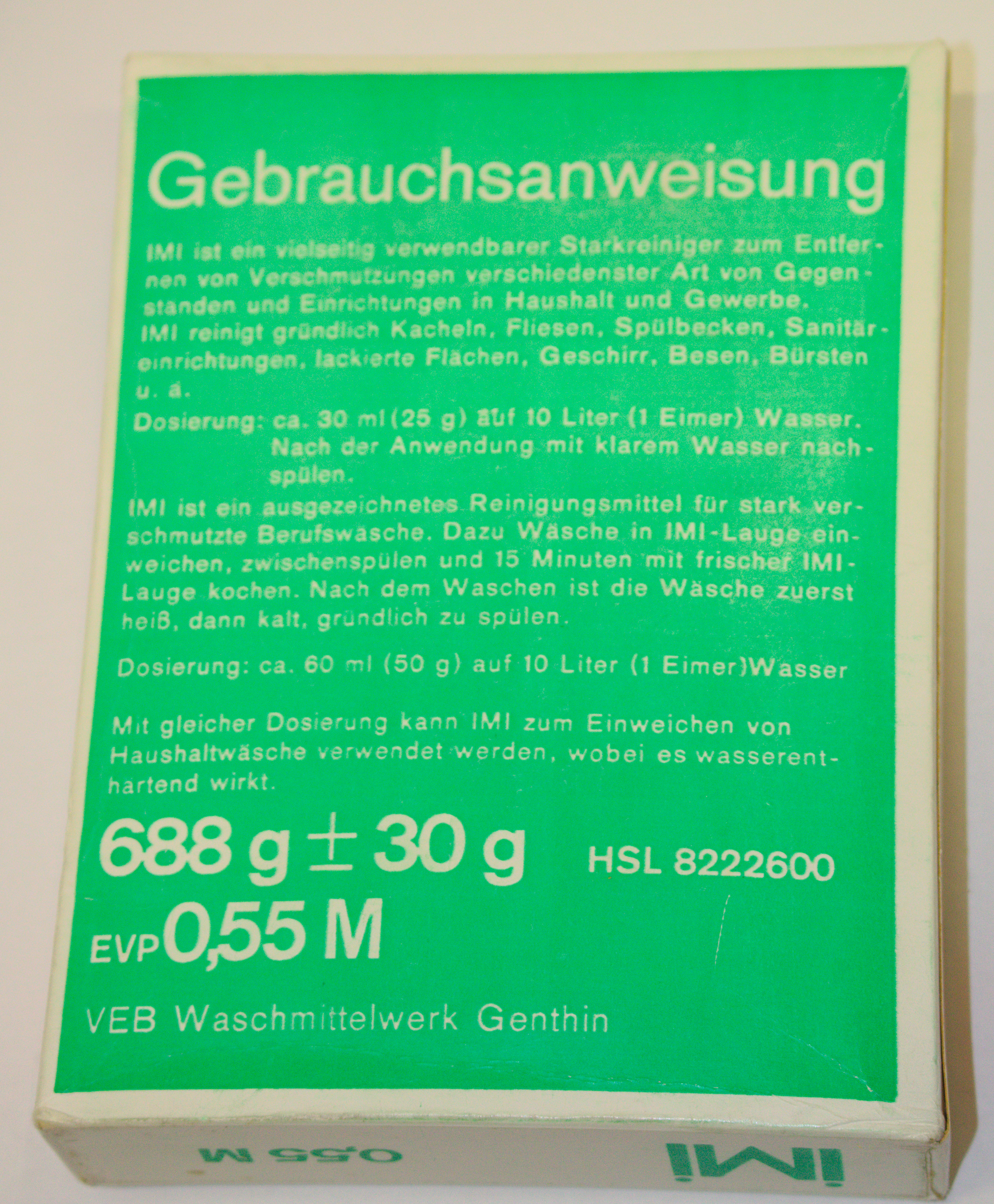
IMI-Gebrauchsanleitung

IMI war von 1929 bis 1998/1999 eine Marke für ein Waschmittel des Henkel-Konzerns sowie des VEB Waschmittelwerk Genthin in der DDR. IMI gilt als das erste Waschmittel, das Natriumphosphat enthielt.

## Verwendung
IMI fand besonders Anwendung bei stark verschmutzter Berufswäsche. Der Phosphatgehalt war höher als in später eingeführten Vollwaschmitteln.
IMI wurde auch, aufgelöst in einem Eimer Wasser, als Reinigungsmittel für den Fußboden verwendet.  
Als Geschirrspülmittel tat es ebenfalls seine Dienste. IMI war so gesehen nicht nur ein Waschmittel, sondern ein universelles Reinigungsmittel.
1932 wurden die Denkmäler von Goethe und Schiller in Weimar mit IMI gereinigt.

## Verbreitung
IMI war sowohl in der Bundesrepublik Deutschland wie auch in der DDR weit verbreitet. Die Produktion wurde 1999 eingestellt, da der Hauptwirkbestandteil Natriumphosphat zunehmend als problematisch im Abwasser erkannt und schließlich als Bestandteil von Waschmitteln in einigen Ländern verboten wurde.

## Markenname
Der Markenname ist auf Grund der ehemals starken Verbreitung auch heute noch in Erinnerung. Die Bezeichnung diente in der Öffentlichkeit mitunter als Synonym für stark wirkende Reinigungsmittel überhaupt, ähnlich wie die Marke „Persil“ (man beachte etwa die Verwendung in Ausdrücken wie „Persil-Schein“). IMI ist ein reines Kunstwort ohne weitere Bedeutung.

## Kurioses
Schon Mitte der 1950er Jahre waren die ersten gelehrten Buchstaben in der Hamburger Schulfibel I, M und N. Um daraus einen halbwegs sinnvollen Satz zu bilden, stand da: „I, Mimmi, I! IMI - IMI!“ mit einer entsprechenden Illustration (= aus einem Regal fallendes offenes IMI-Paket).